# Topczewo
Topczewo [pronunciación en polaco: /tɔpˈt͡ʂɛvɔ/] es un pueblo en el distrito administrativo de Gmina Wyszki, dentro del Distrito de Bielsk, Voivodato de Podlaquia, en el noreste de Polonia. Se encuentra aproximadamente 23 kilómetros al noroeste de Bielsk Podlaski y 35 kilómetros alsudoeste de la capital regional, Białystok.